# Rio do Inferno
Rio do Inferno är ett vattendrag i Brasilien.   Det ligger i delstaten Santa Catarina, i den södra delen av landet, 1 400 km söder om huvudstaden Brasília.
I omgivningarna runt Rio do Inferno växer huvudsakligen savannskog. Runt Rio do Inferno är det ganska glesbefolkat, med 21 invånare per kvadratkilometer.